# Hietaniemenkatu
La rue d'Hietaniemi (finnois : Hietaniemenkatu) est une rue du quartier d'Etu-Töölö à Helsinki en Finlande.

## Description
La rue part de Runeberginkatu et va jusqu'à la péninsule d'Hietaniemi.
Sa partie orientale est bordée de constructions comme la Casa Academica ou Domus Academica.
À l'ouest de Mechelininkatu elle est bordée du parc de Väinämöinen et du cimetière d'Hietaniemi.

## Transports en commun
La rue Hietaniemenkatu est desservie par la ligne de bus 30 et l'arrêt Hanken de la ligne de tramway 2.

## Galerie

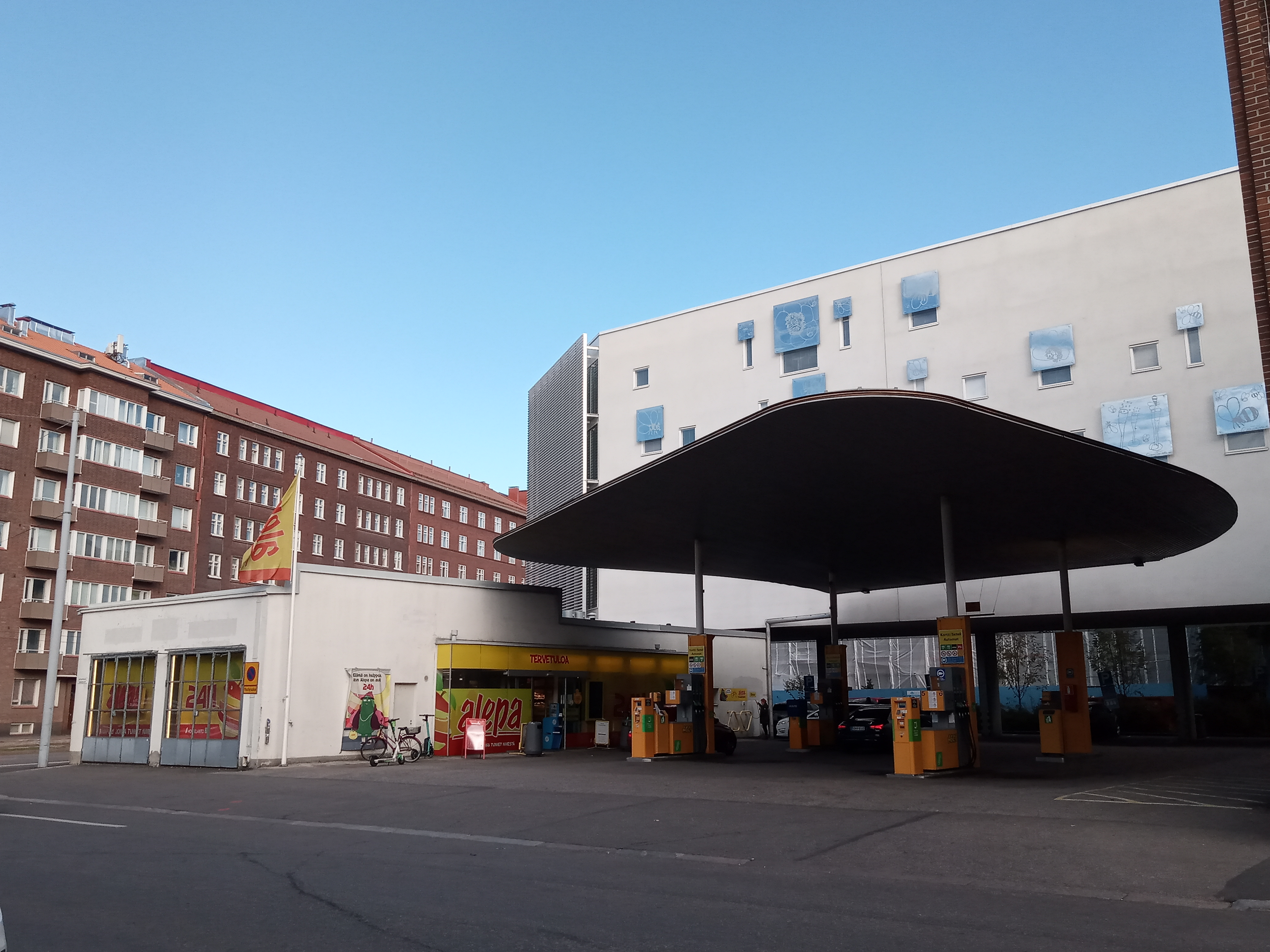
Hietaniemenkatu 11.
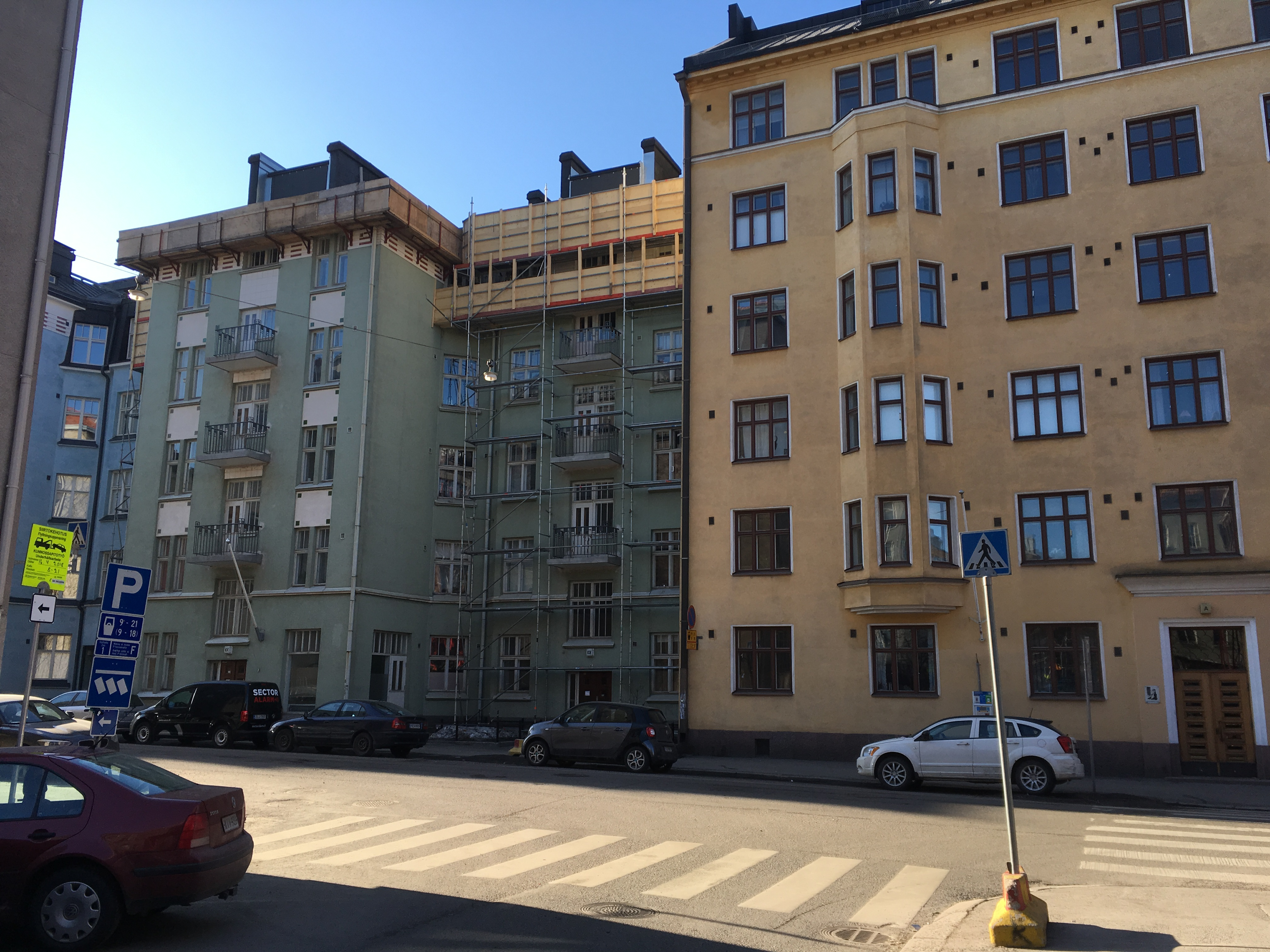
Hietaniemenkatu 10 et 12.
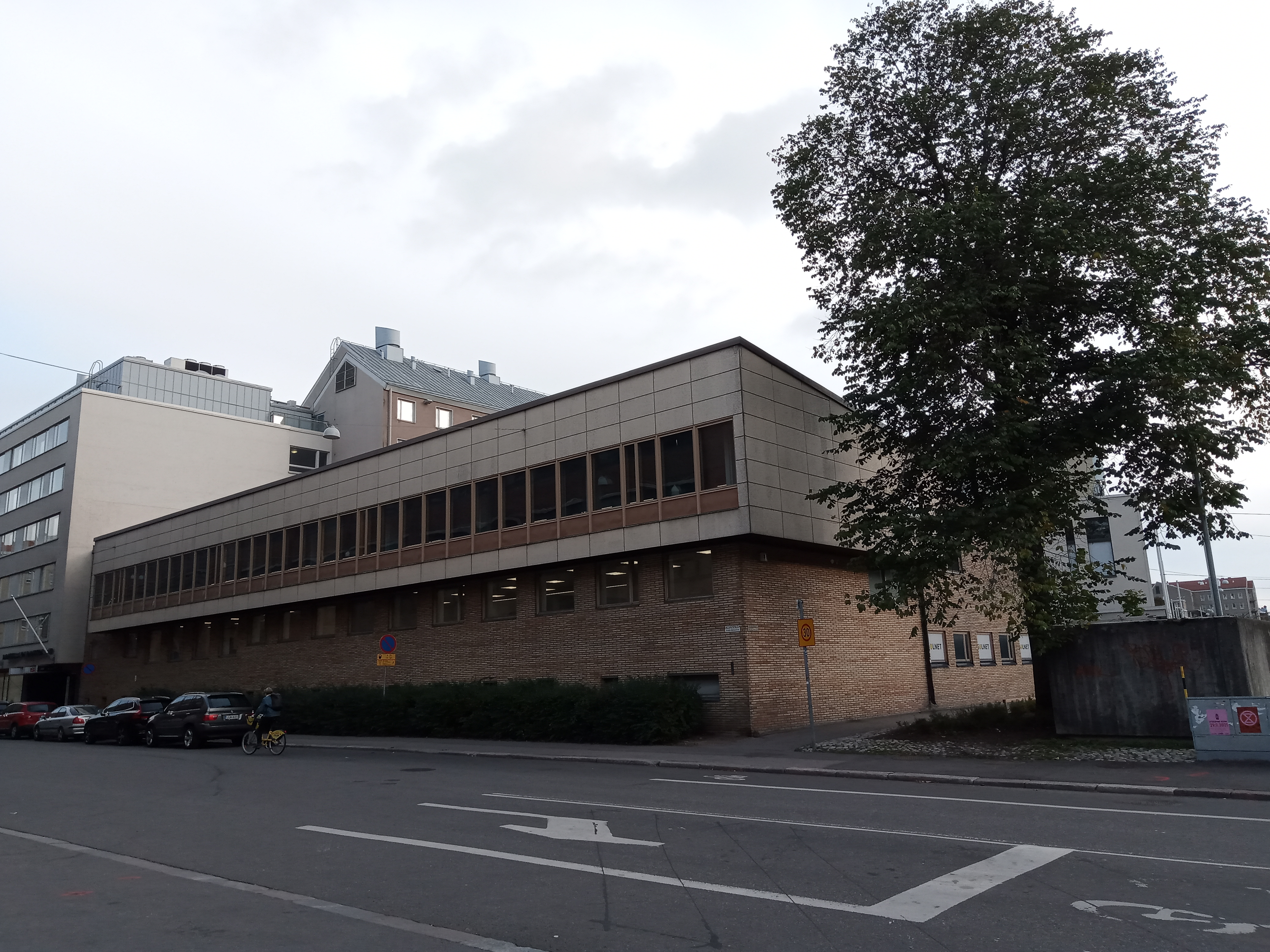
Hietaniemenkatu 16.
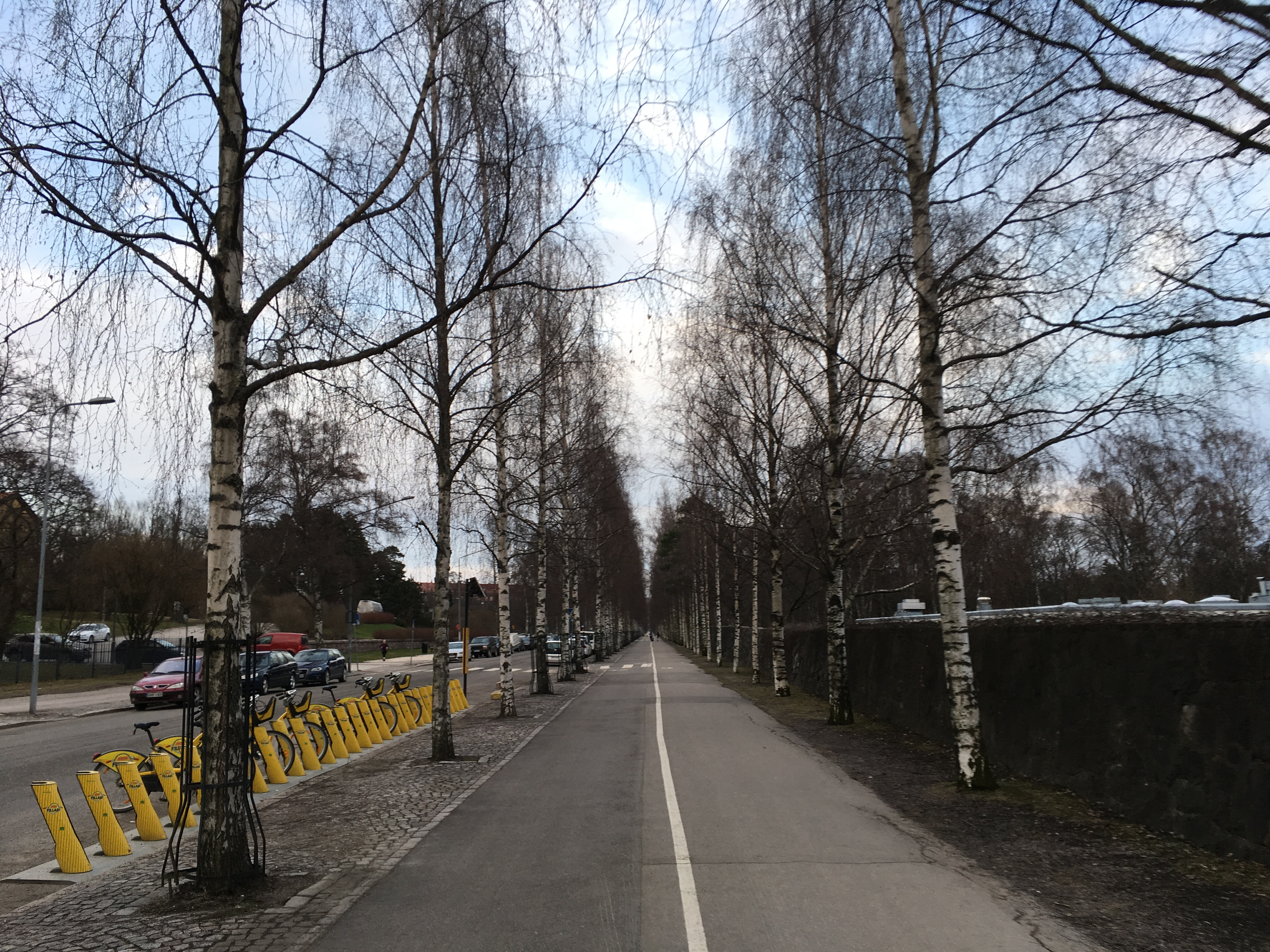
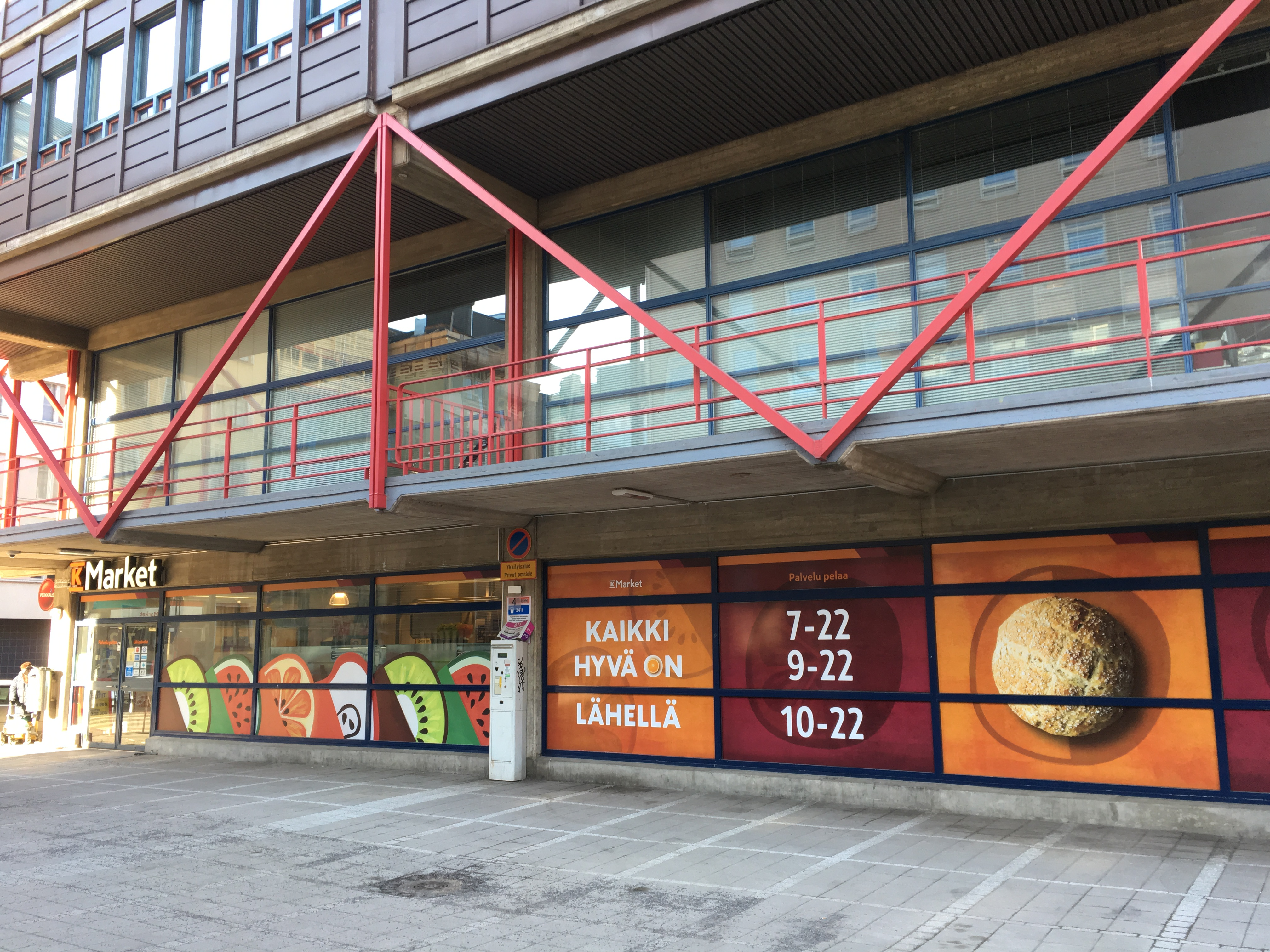
Casa Academica
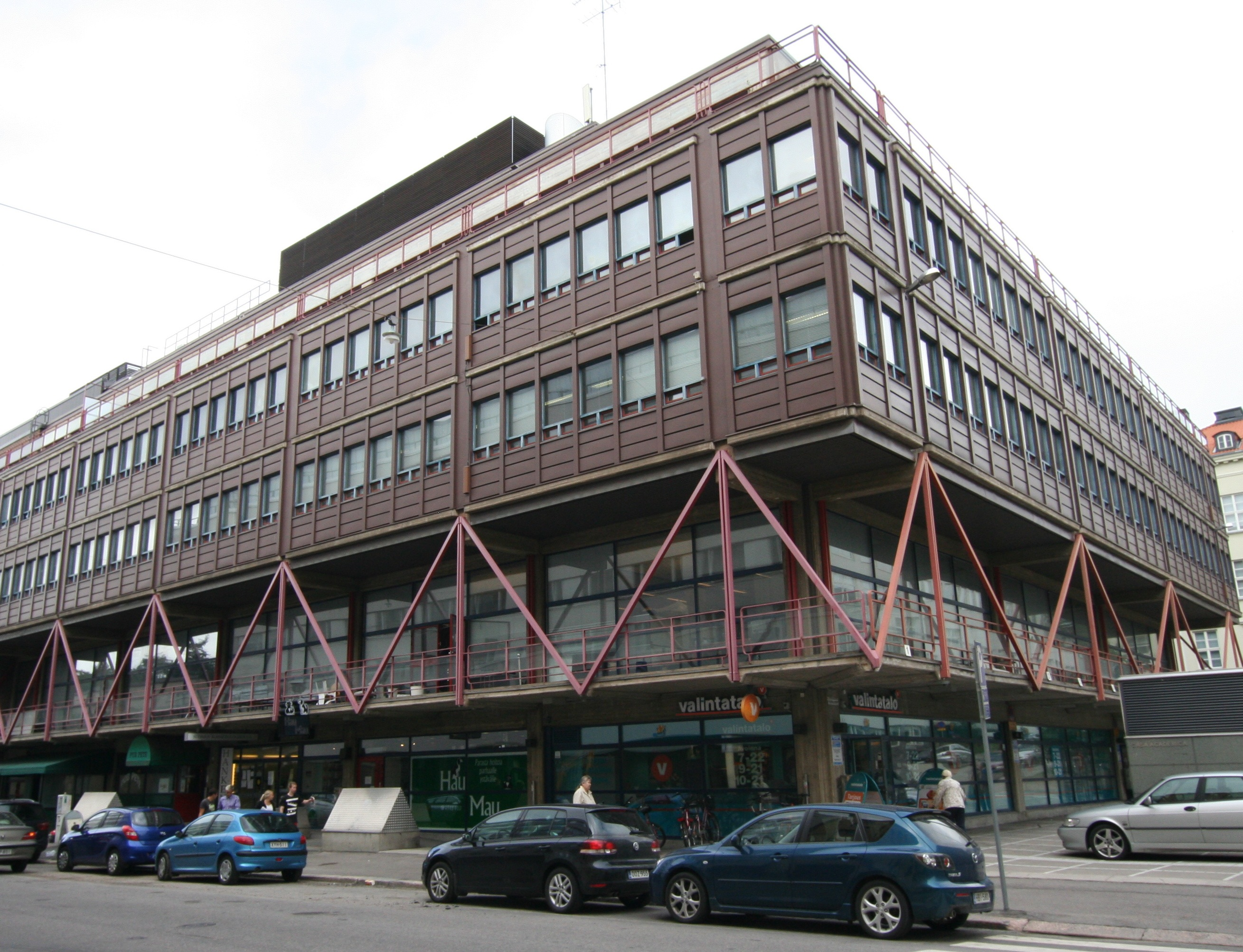
Hietaniemenkatu 7 Casa Academica
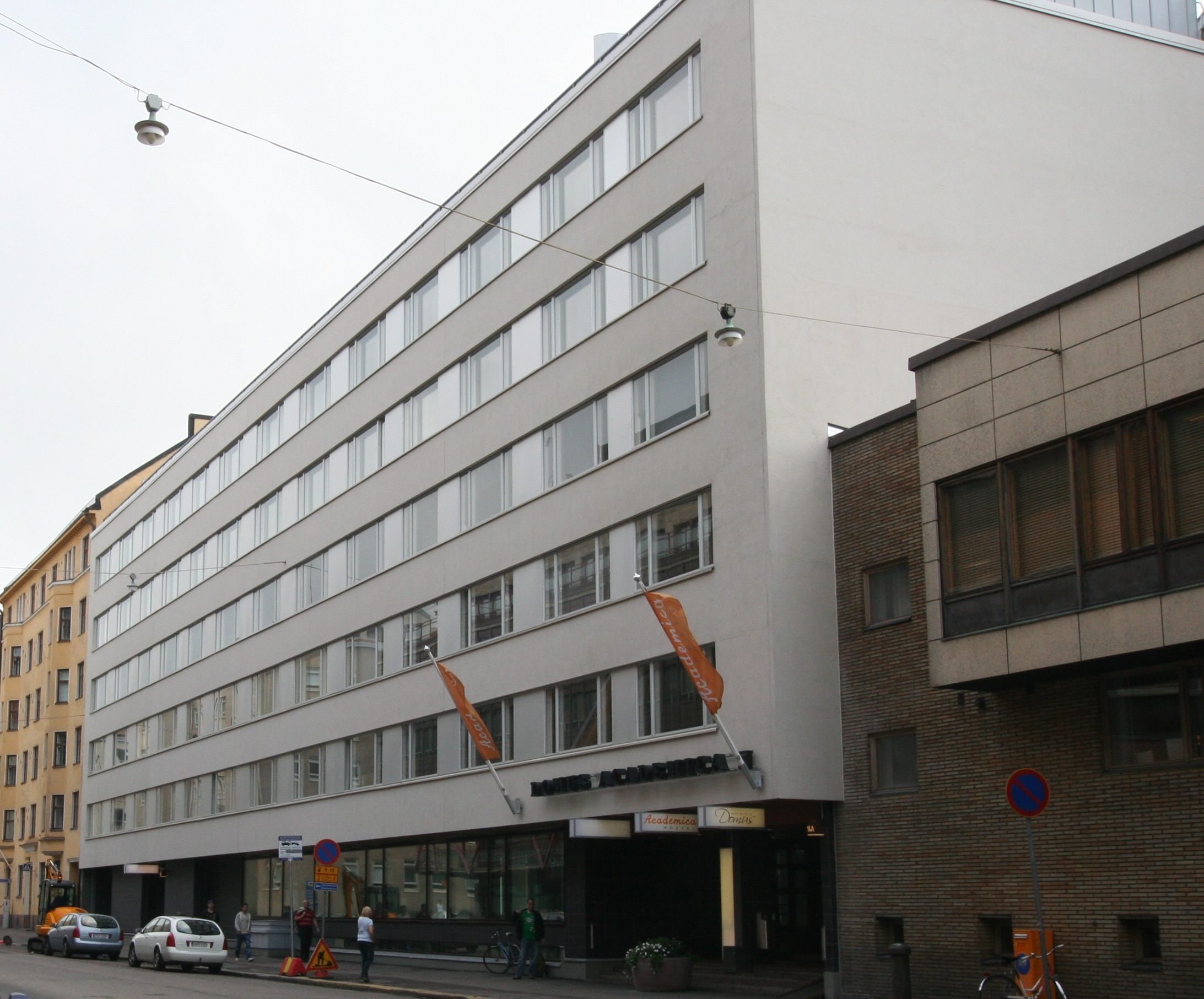
Hietaniemenkatu 14 Domus Academica
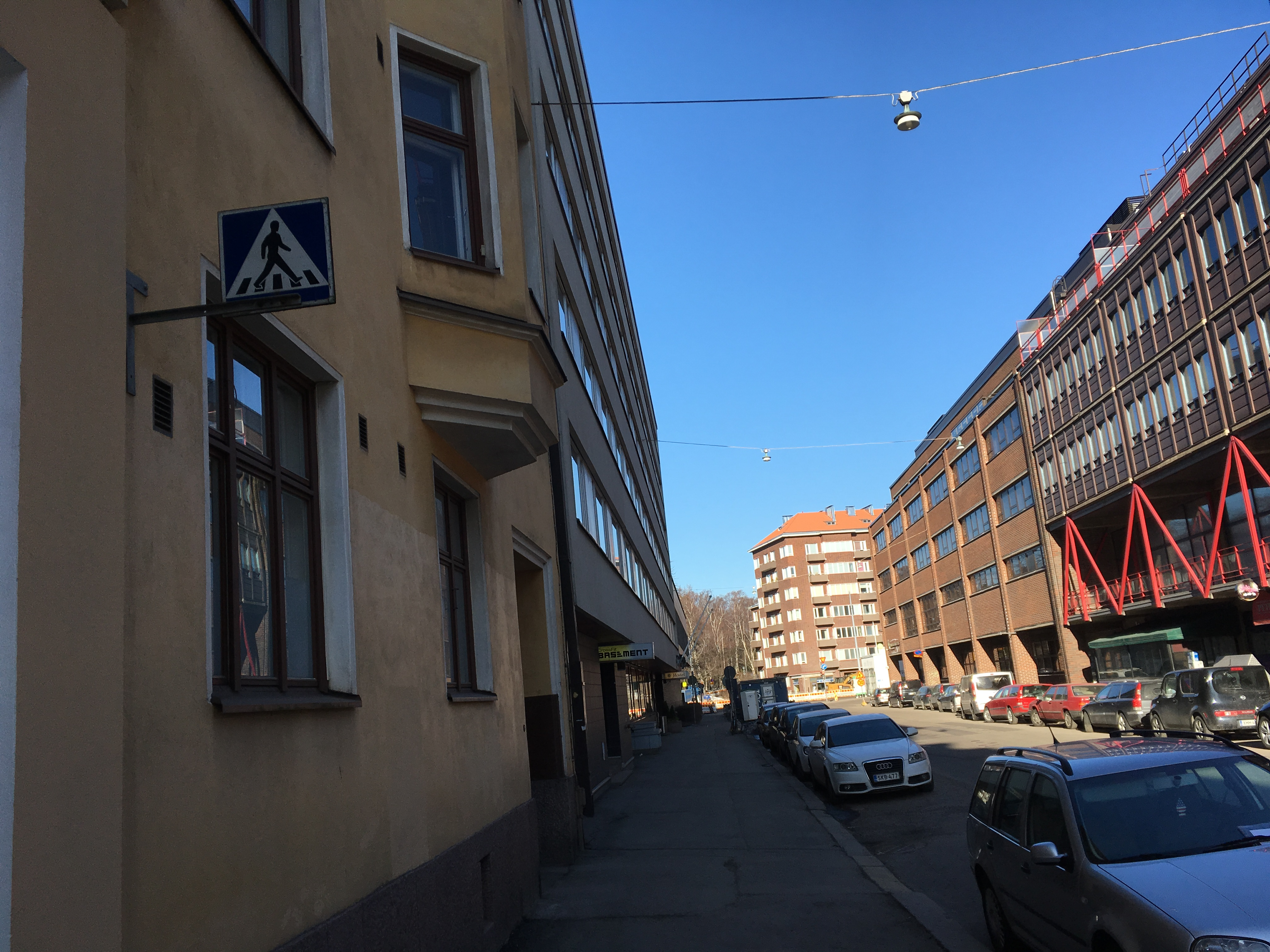
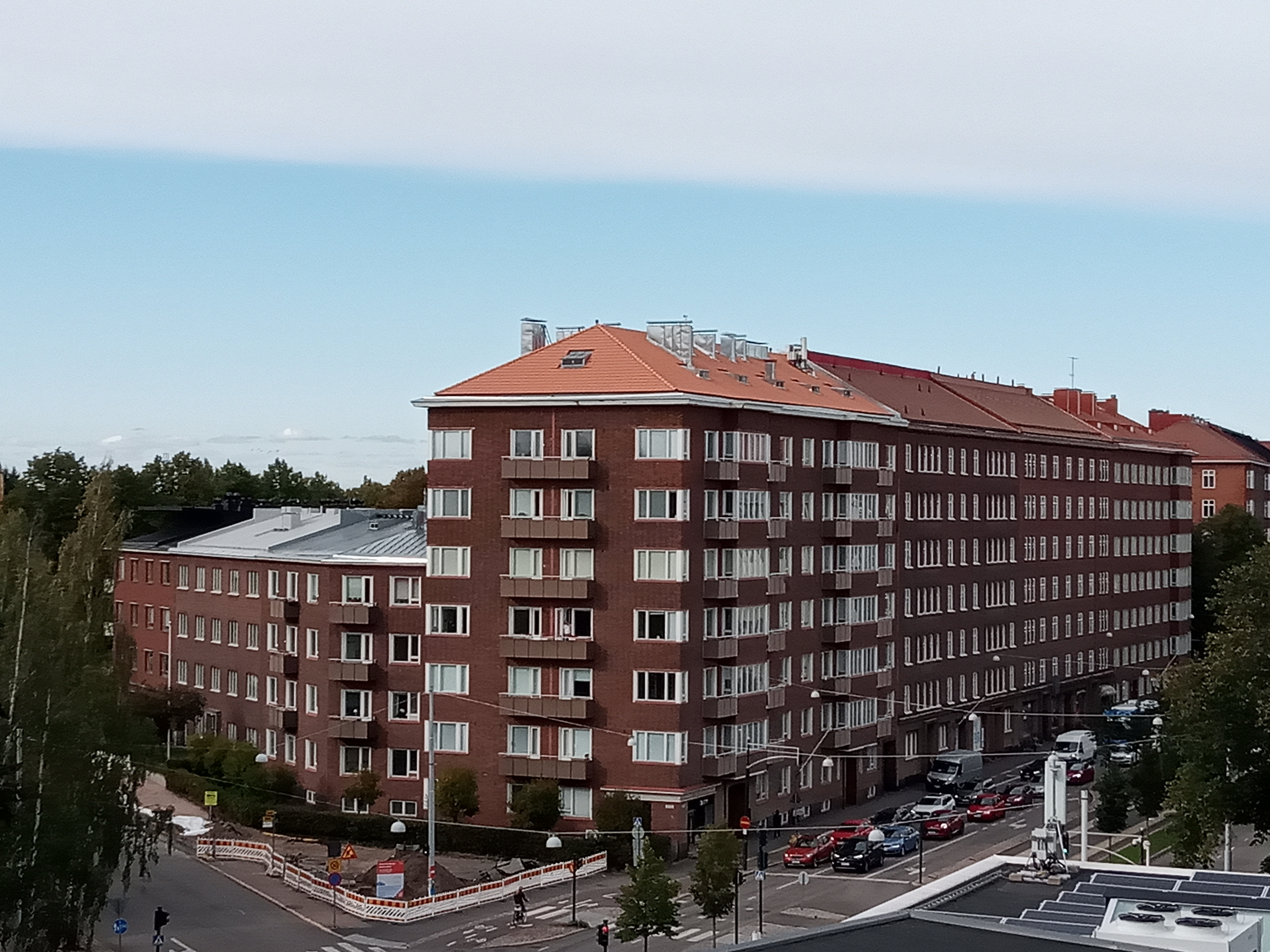
Hietaniemenkatu 17-19-21 Mechelininkatu 2-4-6-8
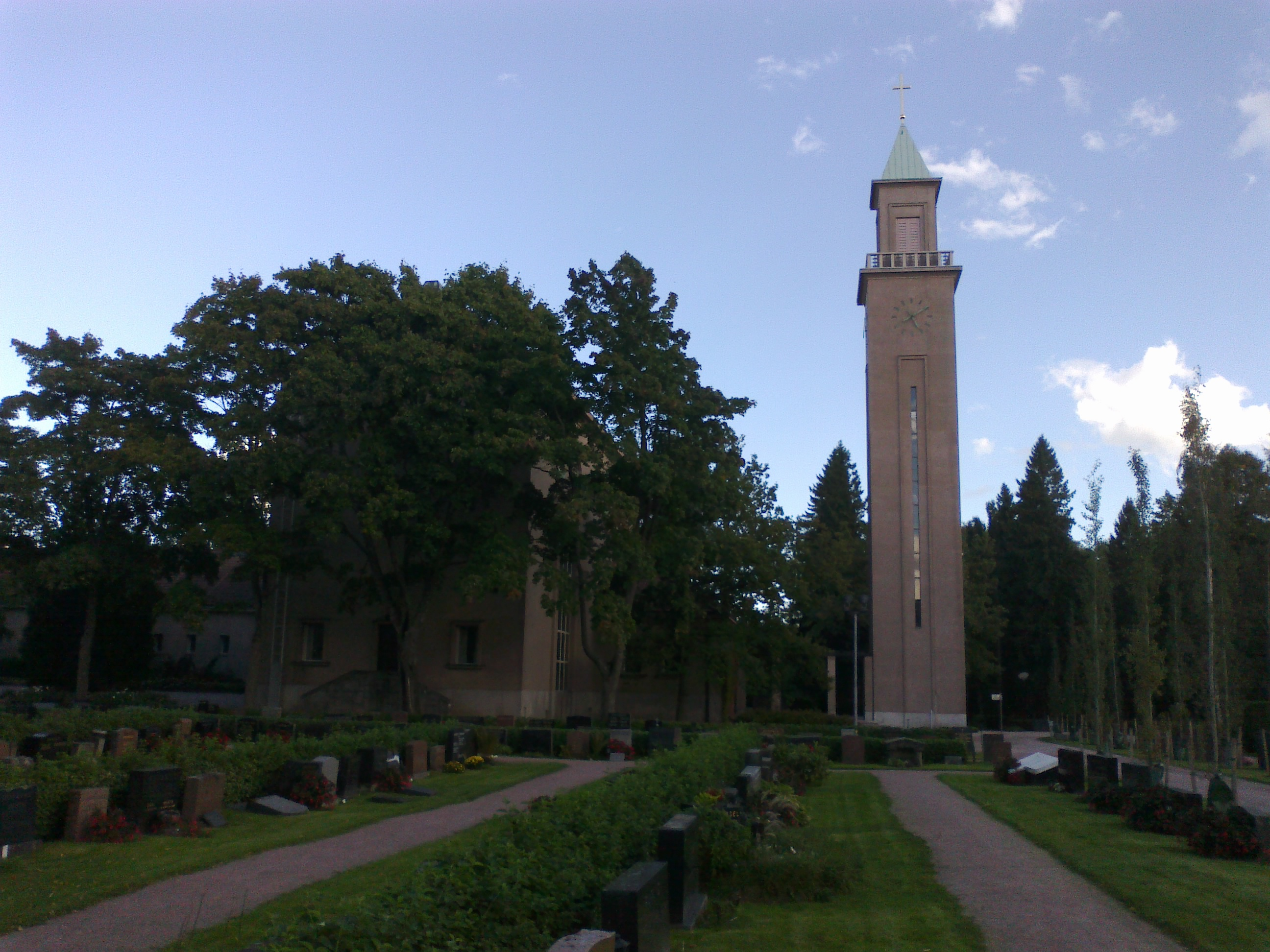
Hietaniemenkatu 20 Nouvelle chapelle du cimetière d'Hietaniemi